# 화이트 라이즈
화이트 라이즈(White Lies)는 잉글랜드의 포스트펑크 밴드이다.